# Hipposideros
A Hipposideros az emlősök (Mammalia) osztályának a denevérek (Chiroptera) rendjébe, ezen belül a kis denevérek (Microchiroptera) alrendjébe és a Hipposideridae családjába tartozó nem.

## Tudnivalók
A Hipposideros-fajok Afrika, Dél-Eurázsia, és Ausztrálázsia területein élnek. A legrégebbi megkövesedett Hipposideros példány az eocén korból származik; ezt Európában találták meg. A Pseudorhinolophus fosszilis nemet, egyes rendszerező a Hipposideros nembe helyezi, míg más rendszerezők külön nemként kezelik.

## Rendszerezés
A nembe az alábbi 73 faj tartozik:
- Hipposideros abae

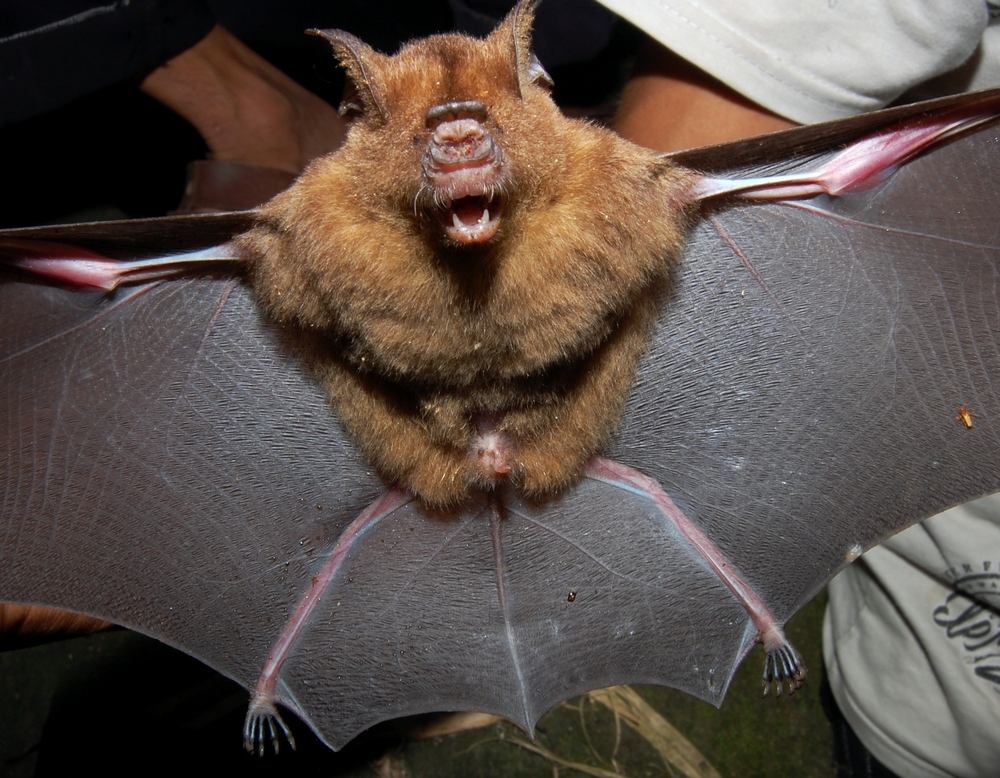
Hipposideros larvatus

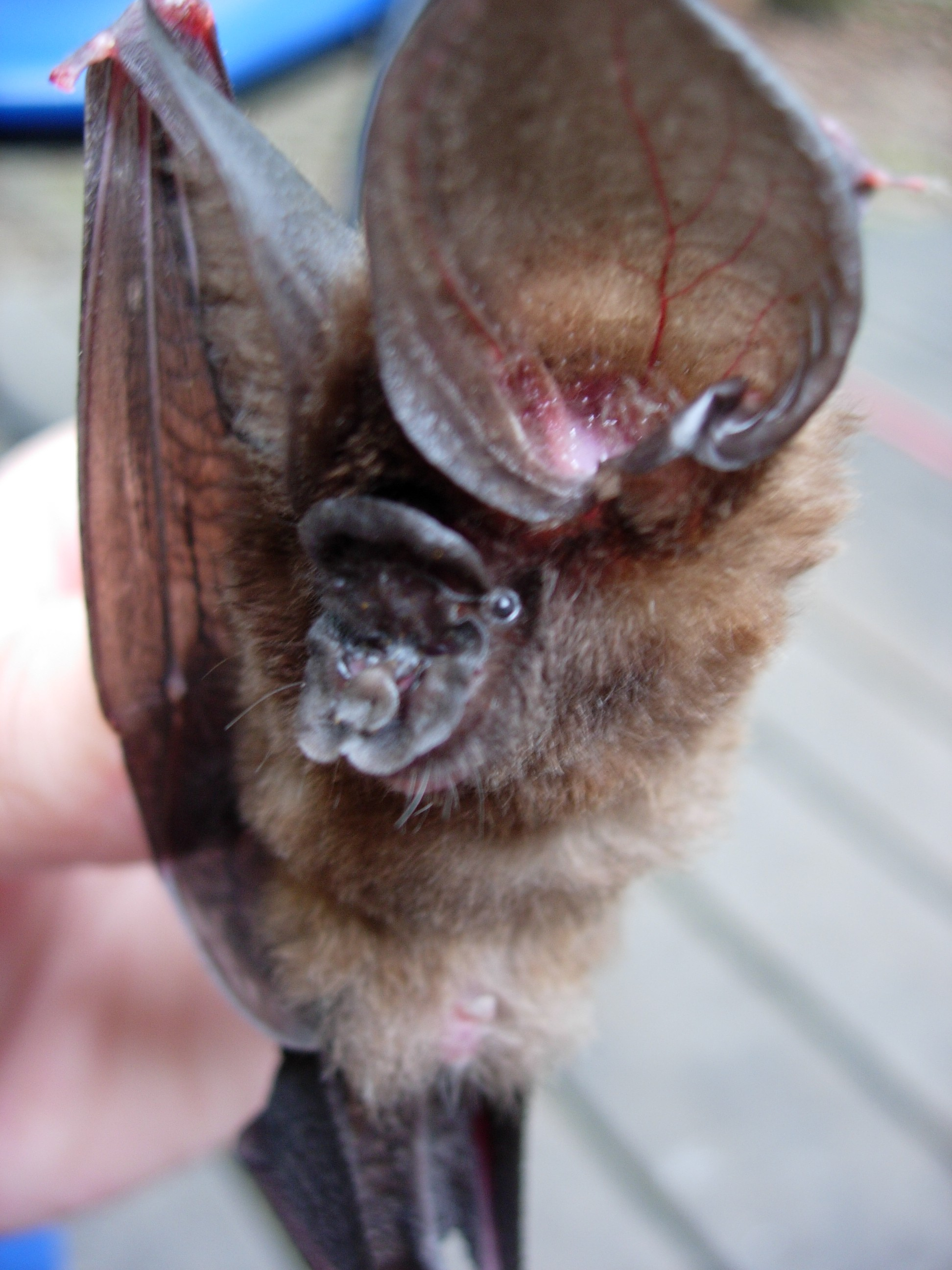
Ridley-hártyásorrú denevér (Hipposideros ridleyi)

- himalájai levélorrú-denevér (Hipposideros armiger)
- Hipposideros ater
- Hipposideros beatus
- Hipposideros boeadii
- kétszínű levélorrú-denevér (Hipposideros bicolor)
- Hipposideros breviceps
- Hipposideros caffer
- Hipposideros calcaratus
- kameruni levélorrú-denevér (Hipposideros camerunensis)
- Hipposideros cervinus
- Hipposideros cineraceus
- Commerson-levélorrúdenevér (Hipposideros commersoni)
- Hipposideros coronatus
- Hipposideros corynophyllus
- Hipposideros coxi
- Hipposideros crumeniferus
- Hipposideros curtus
- kerekszárnyú levélorrú-denevér (Hipposideros cyclops)
- Hipposideros demissus
- díszes levélorrú-denevér (Hipposideros diadema)
- Hipposideros dinops
- Hipposideros doriae - szinonimája: Hipposideros sabanus
- Hipposideros durgadasi
- Hipposideros dyacorum
- Hipposideros edwardshilli
- Hipposideros fasensis
- Hipposideros fuliginosus
- Hipposideros fulvus
- Hipposideros galeritus
- Hipposideros gigas
- Hipposideros grandis
- Hipposideros halophyllus
- Hipposideros hypophyllus
- Hipposideros inexpectatus
- Hipposideros inornatus
- Hipposideros jonesi
- Hipposideros khaokhouayensis
- Hipposideros khasiana
- Hipposideros lamottei
- indiai levélorrú-denevér (Hipposideros lankadiva) - szinonimája: Hipposideros schistaceus
- Hipposideros larvatus
- Hipposideros lekaguli
- Hipposideros lylei
- Hipposideros macrobullatus
- Hipposideros madurae
- Hipposideros maggietaylorae
- Hipposideros marisae
- Hipposideros megalotis
- Hipposideros muscinus
- maláj levélorrú-denevér (Hipposideros nequam)
- Hipposideros obscurus
- Hipposideros orbiculus
- Hipposideros papua
- Hipposideros parnabyi
- Hipposideros pelingensis
- Hipposideros pomona
- Hipposideros pratti
- törpe levélorrú-denevér (Hipposideros pygmaeus)
- Ridley-levélorrúdenevér (Hipposideros ridleyi)
- Hipposideros rotalis
- Hipposideros ruber
- Hipposideros scutinares
- Hipposideros semoni
- Hipposideros sorenseni
- tamil levélorrú-denevér (Hipposideros speoris) típusfaj
- Hipposideros stenotis
- Hipposideros sumbae
- Hipposideros tephrus
- Hipposideros thomensis
- Hipposideros turpis
- Hipposideros vittatus
- Hipposideros wollastoni

### Fordítás
Ez a szócikk részben vagy egészben  a   Hipposideros című angol Wikipédia-szócikk fordításán alapul.  Az eredeti cikk szerkesztőit annak laptörténete sorolja fel. Ez a jelzés csupán a megfogalmazás eredetét és a szerzői jogokat jelzi, nem szolgál a cikkben szereplő információk forrásmegjelöléseként.